# بند رشته‌ای

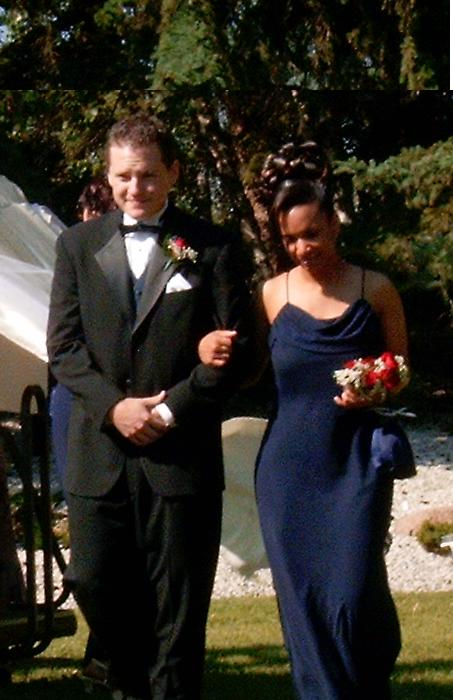
ساقدوش داماد در اسموکینگ (لباس مردانه) و ساقدوش عروس در لباس شب رسمی با بند رشته‌ای.

بند رشته‌ای (انگلیسی: Spaghetti strap) نوعی بند سر شانهٔ خیلی نازک است که برای نگه داشتن لباس و همزمان به حداقل رساندن اندازهٔ بند بر شانه‌های برهنه به کار می‌رود. از بند رشته‌ای در لباس‌هایی چون مایو، زیرپوش زنانه، تاپ کوتاه، سارافان تابستانه، لباس کوکتیل، و لباس شب رسمی استفاده می‌شود. 